# Rödbröstad fruktätare
Rödbröstad fruktätare (Pipreola frontalis) är en fågel i familjen kotingor inom ordningen tättingar.

## Utbredning och systematik
Rödbröstad fruktätare delas in i två underarter:
- Pipreola frontalis squamipectus – förekommer i Anderna i sydöstra Ecuador (västra Napo) och norra Peru (San Martín)
- Pipreola frontalis frontalis – förekommer i Anderna från sydöstra Peru (Huánuco) till västra Bolivia

Sedan 2016 urskiljer Birdlife International och naturvårdsunionen IUCN squamipectus som den egna arten "fjällbröstad fruktätare".

## Status
IUCN bedömer hotstatus för underarterna var för sig, båda som livskraftiga.